# Вольф, Корнелис де
Корнелис де Вольф (нидерл. Cornelis de Wolf; 1 мая 1880 года, Амстердам — 1 октября 1935 года, Арнем) — нидерландский органист и композитор.
Окончил Амстердамскую консерваторию (1901), став первым её выпускником, удостоенным премии отличия (фр. prix d'excellence); ученик Бернарда Зверса (композиция) и Жана Батиста де Пау (орган).
Работал органистом в городе Оудеркерк-ан-де-Амстел, затем с 1918 г. в церкви Святого Евсевия в Арнеме. С 1925 г. возглавлял кафедру органа в Амстердамской консерватории, с 1932 г. преподавал в Королевской консерватории Гааги. Среди учеников Вольфа, в частности, Йорис Стам, Адриан Схурман. Адриан Энгельс.
Вольф не переносил электрического освещения и до конца жизни работал и преподавал исключительно при свечах.
Из органных сочинений Вольфа особенно известна Пассакалия, хорал и фуга на тему «Wer nur den lieben Gott lässt walten».